# Лебежайка
Лебежайка (в верховье — Пичельня, река в овраге Зарыклей) — река в России, протекает в Саратовской и Ульяновской областях. Устье реки находится в 166 км от устья Терешки по правому берегу. Длина реки составляет 16 км, площадь водосборного бассейна — 93,3 км².
Притоки — Ямбулат, Тунелейка, Курмыш.

## Данные водного реестра
По данным государственного водного реестра России относится к Нижневолжскому бассейновому округу, водохозяйственный участок реки — Терешка от истока и до устья. Речной бассейн реки — Волга от верховий Куйбышевского вдхр. до впадения в Каспий.
Код объекта в государственном водном реестре — 11010001912112100010387.